# 阿賀野警察署
阿賀野警察署（あがのけいさつしょ）は、新潟県警察が管轄する警察署の一つである。

## 管轄区域
- 阿賀野市

## 所在地
- 新潟県阿賀野市岡山町9-35

## 沿革
- 1876年（明治9年）：新発田警察署水原分署として発足
- 1954年（昭和29年）：警察法改正により、新潟県警察水原警察署となる
- 2004年（平成16年）：阿賀野市の誕生により、阿賀野警察署に改称
- 2018年（平成30年）2月1日：緑岡駐在所・前山駐在所を廃止し、京ヶ瀬駐在所を設置[1]

## 組織
- 警務課
- 会計課
- 生活安全課
- 地域課
- 刑事課
- 交通課
- 警備課

## 交番
- 安田交番（阿賀野市保田3726-8）

## 駐在所
- 分田駐在所（阿賀野市分田1321）
- 京ヶ瀬駐在所（阿賀野市緑岡144-29）
- 笹神駐在所（阿賀野市山崎377-1）
- 出湯駐在所（阿賀野市出湯402-5）